# سفارت ایالات متحده آمریکا در لوکزامبورگ

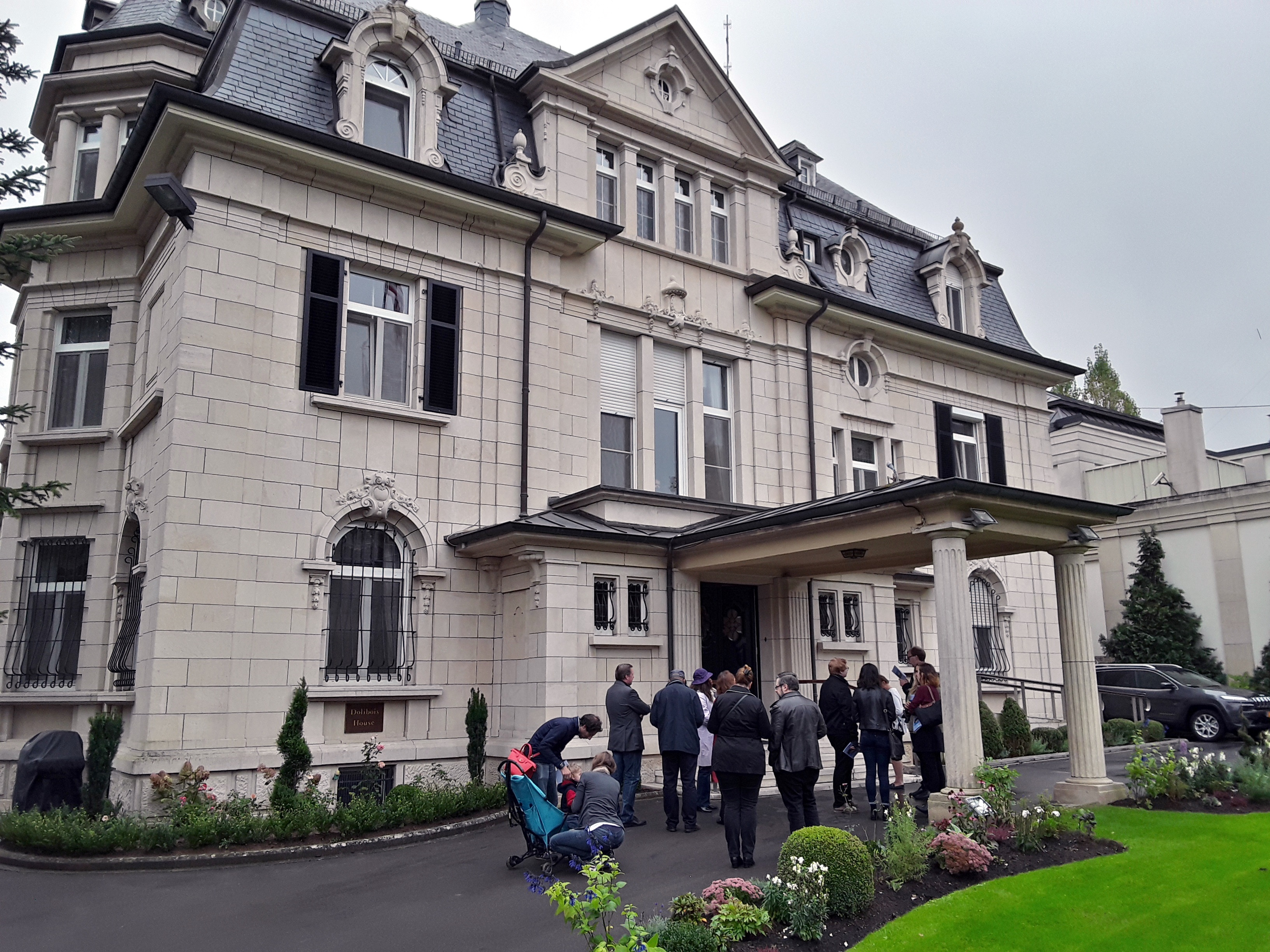
سفارت امریکا

سفارت ایالات متحده آمریکا در لوکزامبورگ (به لاتین: Embassy of the United States) یک منطقهٔ مسکونی و نمایندگی سیاسی ایالات متحده آمریکا در لوکزامبورگ است که در لوکزامبورگ (شهر) واقع شده‌است.